# Fakhreddine Ben Youssef
Fakhreddine Ben Youssef (arabisch فخر الدين بن يوسف, DMG Faḫr ad-Dīn b. Yūsuf; * 23. Juni 1991 in Tunis) ist ein tunesischer Fußballspieler. Der Stürmer spielte auch für die tunesische Nationalmannschaft.

## Karriere

### Verein
Ben Youssefs Vereinskarriere begann beim tunesischen Erstligisten CS Sfax, für den er zwischen 2011 und 2015 in 73 Ligaspielen 13 Tore erzielte. Mit dem Verein wurde er in der Saison 2012/13 tunesischer Meister. Später wurde er an den französischen Club FC Metz in die Ligue 2 verliehen. Insgesamt spielte er nur achtmal für den Verein, darunter zwei Spiele in der Zweiten Mannschaft, und konnte kein Tor erzielen.
Ben Youssef wechselte im Sommer 2016 zum tunesischen Erstligisten Espérance Tunis, mit der er ein Jahr später tunesischer Meister wurde. Bis zur Winterpause der Saison 2017/18 lief er in 41 Spielen für den Club auf und erzielte dabei 17 Tore. Anschließend wechselte er in die erste saudische Liga zu al-Ettifaq in Dammam, wo er in 27 Spielen fünf Tore erzielen konnte. Im September 2019 verließ Ben Youssef al-Ettifaq und schloss sich im Januar 2020 dem ägyptischen Verein Ismaily SC an. Nachdem der Vertrag am Saisonende ausgelaufen war, unterschrieb er einen neuen Dreijahresvertrag mit Ismaily.

### Nationalmannschaft
Ben Youssef spielt seit 2012 für die A-Nationalmannschaft Tunesiens. Sein erstes Länderspieltor erzielte er am 30. Dezember 2012 beim 2:1-Testspielsieg gegen den Irak.
Mit der Nationalmannschaft gelang ihm die Qualifikation zum Africa-Cup 2015. In der Qualifikation erzielte er zwei Tore. Zunächst im Spiel gegen Sierra Leone, wo ihm der Treffer zum 2:2-Endstand gelang. Anschließend schoss er gegen Ägypten das entscheidende Tor zum 1:0-Endstand. Im Turnier schied die Mannschaft im Viertelfinale gegen den Gastgeber aus Äquatorialguinea aus.
2017 qualifizierte sich die Mannschaft erneut für den Africa Cup in Gabun. Wie zwei Jahre zuvor schied die Mannschaft erneut im Viertelfinale, diesmal gegen den späteren Drittplatzierten aus Burkina Faso, aus.
2018 schaffte Ben Youssef den Sprung ins tunesische Aufgebot zur Weltmeisterschaft. Er stand in allen drei Vorrundenpartien in der Startelf und erzielte im letzten Gruppenspiel, dem 2:1 gegen Panama, das zwischenzeitliche 1:1, welches den 2500. Treffer bei einer Weltmeisterschaft bedeutete. Die Mannschaft beendete das Turnier auf Platz drei in der Gruppe G.